# Pyxicephalus frithii
Espèce
Synonymes
- Fejervarya frithii (Theobald, 1868)
- Fejervarya frithi (Theobald, 1868)

Statut de conservation UICN

 DD  : Données insuffisantes
"Pyxicephalus" frithii est une espèce d'amphibiens de la famille des Dicroglossidae. Depuis la redéfinition du genre Fejervarya, il est évident que Pyxicephalus frithii n'appartient pas à ce genre mais aucun autre genre n'a pour l'instant été proposé de manière formelle. Il s'agit de Fejervarya frithi (Theobald, 1868) pour amphibiaweb.

## Répartition
Cette espèce a été découverte à Jessore au Bangladesh. Aucune population actuelle n'est connue à l'état sauvage.

## Étymologie
Cette espèce est nommée en l'honneur de Robert W. G. Frith.

## Publication originale
- Theobald, 1868 : Catalogue of reptiles in the Museum of the Asiatic Society of Bengal. Journal of the Asiatic Society of Bengal, vol. 37, p. 7-88 (texte intégral).